# Brzkov
Brzkov (németül Berskau) település Csehországban, a Jihlavai járásban. Lakosainak száma 354 fő (2024. január 1.).

## Népessége
A település lakosságának változását az alábbi diagram mutatja:
| Lakosok száma | 352  | 322  | 338  | 227  | 247  | 282  | 279  | 282  | 304  | 354  |
|               | 1869 | 1900 | 1921 | 1961 | 1980 | 2011 | 2016 | 2019 | 2021 | 2024 |